# South Luffenham
South Luffenham est un village d'Angleterre situé dans le sud-est du Rutland. La paroisse civile de South Luffenham avait 432 habitants au recensement de 2001 et 455 à celui de 2011.
Le village est divisé par un petit cours d'eau, la Chater (en), affluent de la Welland (en).
Au nord du village se trouve l'ancienne gare de Luffenham (en), ouverte en 1848, qui desservait aussi le village voisin de North Luffenham (elle a fermé en 1966).

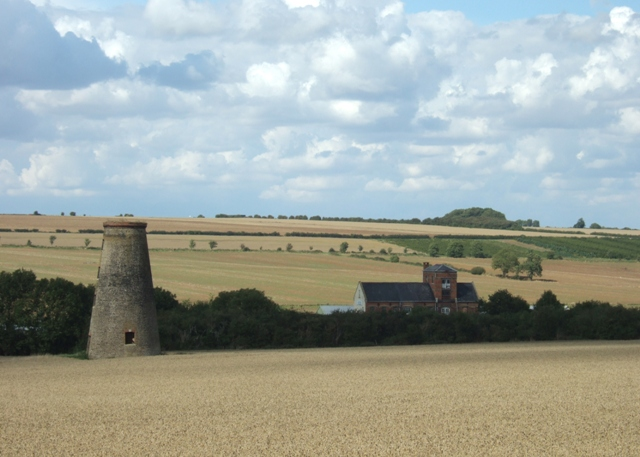
L'ancien moulin à vent et l'ancienne en 2008.